# Serie A 2018-2019 (rugby a 15 femminile)
La serie A 2018-19 fu il 28º campionato di rugby a 15 femminile di prima divisione organizzato dalla Federazione Italiana Rugby e il 35º assoluto.
Si tenne dal 7 ottobre 2018 al 1º giugno 2019 e per il secondo anno consecutivo vide all'avvio la presenza di un massimo storico di 20 club ripartiti in due gironi paritetici su base geografica.
Rispetto alla stagione precedente vi furono tre cambi: il CUS Milano al posto del Cogoleto, la Capitolina al posto del Frascati 2015 e le neonate Sirene del Golfo a rimpiazzare le concittadine dell’Old Napoli.
La nuova formazione partenopea, tuttavia, non scese mai in campo perché cinque giorni prima dell’inizio del torneo comunicò la sua rinuncia alla partecipazione, con conseguente esclusione da parte federale.
Il girone centro-settentrionale prese quindi il via al completo con 10 club, quello centro-meridionale invece con 9.
Ai barrage accedettero Bologna, Villorba, CUS Ferrara e Colorno mentre invece Valsugana e Capitolina attesero in semifinale avendo vinto i propri gironi.
I play-off evidenziarono la superiorità delle compagini del girone settentrionale: Bologna perse di 129 punti contro Villorba e Colorno batté le ferraresi 48-3; in semifinale anche le romane della Capitolina furono eliminate per mano del Villorba, mentre la riproposizione della finale-scudetto della stagione prima tra Valsugana e Colorno vide le campionesse uscenti emiliane sconfitte a opera delle padovane.
La finale, tenutasi il 1º giugno 2019 in campo neutro a Calvisano, fu vinta da Villorba, alla sua prima presenza nella gara decisiva, che batté Valsugana, alla sua quinta finale consecutiva, con il punteggio di 18-15. La squadra del Trevigiano divenne la sesta a iscrivere il proprio nome nel palmarès del campionato femminile.

## Formula
Il campionato si divide in due fasi, una stagione regolare a gironi e una a eliminazione diretta o a play-off. Nella stagione regolare, in ogni girone le squadre si incontrano in partite d'andata e ritorno e la classifica risultante è stilata secondo il criterio dell'Emisfero Sud (4 punti a vittoria, 2 punti per il pareggio, 0 punti per la sconfitta, eventuale punto di bonus per ogni squadra autrice di 4 o più mete in un singolo incontro, ulteriore eventuale punto di bonus alla squadra sconfitta con 7 o meno punti di scarto).
Nella fase a play-off la prima classificata di ogni girone accede direttamente alla semifinale; le altre due semifinaliste sono determinate da un preliminare di barrage in gara unica tra le seconde classificate di un girone e le terze dell'altro, in casa delle seconde classificate.
Più nel dettaglio, la prima classificata del girone 1 affronta in semifinale la vincente del barrage tra la seconda del girone 2 e la terza del girone 1, mentre la prima classificata del girone 2 affronta la vincente dell'altro barrage.
Le semifinali si tengono in gara unica in casa delle prime classificate di ogni girone, e le vincitrici delle semifinali devono affrontarsi (data da stabilire) nel primo fine settimana di giugno 2019 in campo neutro da stabilirsi.
Per definire il ranking della stagione successiva ai fini dell'assegnazione prima divisione 2019-20, inoltre, le quarte e quinte classificate di ogni girone si incontrano in gara unica incrociata (la quarta di un girone contro la quinta di quello opposto) in casa delle quarte classificate, e le due vincitrici sono assegnate alla prima divisione della stagione successiva.

## Squadre partecipanti
| Girone 1               | Girone 2                           |
| ---------------------- | ---------------------------------- |
| Colorno                | Amatori Torre (Torre del Greco)    |
| CUS Milano             | Belve Neroverdi (L'Aquila)         |
| CUS Pavia              | Bologna                            |
| CUS Torino             | Capitolina (Roma)                  |
| Monza                  | CUS Ferrara                        |
| Red Panthers (Treviso) | CUS Pisa                           |
| Riviera (Mira)         | Donne Etrusche (Cortona e Perugia) |
| Valsugana (Padova)     | Montevirginio (Canale Monterano)   |
| Verona                 | Le Puma Bisenzio (Campi Bisenzio)  |
| Villorba               | Sirene del Golfo (Napoli)          |

## Stagione regolare

### Girone 1
| 7-10-2018 | 1ª/10ª giornata        | 13-1-2019 |
| --------- | ---------------------- | --------- |
| 60-0      | Colorno — CUS Milano   | 100-0     |
| 5-34      | CUS Torino — Villorba  | 5-66      |
| 5-57      | Monza — Valsugana      | 0-81      |
| 13-12     | Red Panthers — Riviera | 20-14     |
| 0-77      | Verona — CUS Pavia     | 7-59      |
|           |                        |           |

| 28-10-2018 | 4ª/13ª giornata         | 24-3-2019 |
| ---------- | ----------------------- | --------- |
| 81-0       | Colorno — Verona        | 83-0      |
| 0-60       | CUS Milano — Valsugana  | 7-131     |
| 15-12      | CUS Pavia — Monza       | 22-24     |
| 0-17       | Riviera — CUS Torino    | 5-36      |
| 40-5       | Villorba — Red Panthers | 58-5      |
|            |                         |           |

| 2-12-2018 | 7ª/16ª giornata       | 14-4-2019 |
| --------- | --------------------- | --------- |
| 0-122     | CUS Milano — Villorba | 0-102     |
| 19-5      | CUS Torino — Monza    | 19-3      |
| 65-0      | Red Panthers — Verona | 86-0      |
| 27-28     | Riviera — CUS Pavia   | 12-28     |
| 3-8       | Valsugana — Colorno   | 0-15      |

| 14-10-2018 | 2ª/11ª giornata           | 20-1-2019 |
| ---------- | ------------------------- | --------- |
| 12-20      | CUS Milano — Red Panthers | 14-12     |
| 0-50       | CUS Pavia — Colorno       | 7-108     |
| 65-5       | Riviera — Verona          | 39-5      |
| 42-0       | Valsugana — CUS Torino    | 47-0      |
| 60-0       | Villorba — Monza          | 62-0      |
|            |                           |           |

| 11-11-2018 | 5ª/14ª giornata        | 31-3-2019 |
| ---------- | ---------------------- | --------- |
| 40-10      | CUS Milano — Riviera   | 19-31     |
| 23-20      | CUS Torino — CUS Pavia | 38-20     |
| 0-70       | Red Panthers — Colorno | 0-76      |
| 12-5       | Villorba — Valsugana   | 6-13      |
| 0-38       | Verona — Monza         | 0-84      |
|            |                        |           |

| 9-12-2018 | 8ª/17ª giornata          | 28-4-2019 |
| --------- | ------------------------ | --------- |
| 0-70      | Riviera — Colorno        | 0-71      |
| 0-89      | CUS Pavia — Villorba     | 0-71      |
| 25-5      | Monza — CUS Milano       | 25-25     |
| 0-64      | Red Panthers — Valsugana | 0-60      |
| 8-67      | Verona — CUS Torino      | 5-81      |

| 21-10-2018 | 3ª/12ª giornata          | 27-1-2019 |
| ---------- | ------------------------ | --------- |
| 35-7       | CUS Torino — CUS Milano  | 5-9       |
| 0-61       | Monza — Colorno          | 0-89      |
| 32-7       | Red Panthers — CUS Pavia | 24-3      |
| 61-0       | Valsugana — Riviera      | 112-5     |
| 0-88       | Verona — Villorba        | 0-97      |
|            |                          |           |

| 18-11-2018 | 6ª/15ª giornata       | 7-4-2019 |
| ---------- | --------------------- | -------- |
| 63-0       | Colorno — CUS Torino  | 29-7     |
| 0-76       | CUS Pavia — Valsugana | 0-119    |
| 15-0       | Monza — Red Panthers  | 3-17     |
| 0-83       | Verona — CUS Milano   | 5-72     |
| 78-0       | Villorba — Riviera    | 73-0     |
|            |                       |          |

| 16-12-2018 | 9ª/18ª giornata           | 5-5-2019 |
| ---------- | ------------------------- | -------- |
| 5-24       | CUS Milano — CUS Pavia    | 22-5     |
| 20-10      | CUS Torino — Red Panthers | 7-5      |
| 20-7       | Riviera — Monza           | 5-41     |
| 20-0       | Valsugana — Verona        | 104-0    |
| 22-5       | Villorba — Colorno        | 5-14     |

#### Classifica girone 1
| Pos | Squadra      | G  | V  | N | P  | PF   | PS   | DP    | BMP | Pt |
| --- | ------------ | -- | -- | - | -- | ---- | ---- | ----- | --- | -- |
| 1   | Valsugana    | 18 | 16 | 0 | 2  | 1070 | 43   | +1027 | 16  | 80 |
| 2   | Villorba     | 18 | 16 | 0 | 2  | 1085 | 57   | +1028 | 15  | 79 |
| 3   | Colorno      | 18 | 16 | 0 | 2  | 1038 | 59   | +979  | 14  | 78 |
| 4   | CUS Torino   | 18 | 11 | 0 | 7  | 384  | 378  | +6    | 7   | 51 |
| 5   | Red Panthers | 18 | 8  | 0 | 10 | 314  | 475  | −161  | 8   | 40 |
| 6   | Monza        | 18 | 6  | 1 | 11 | 287  | 557  | −270  | 7   | 33 |
| 7   | CUS Pavia    | 18 | 6  | 0 | 12 | 315  | 739  | −424  | 7   | 31 |
| 8   | CUS Milano   | 18 | 6  | 1 | 11 | 320  | 772  | −452  | 5   | 31 |
| 9   | Riviera      | 18 | 4  | 0 | 14 | 245  | 724  | −479  | 4   | 20 |
| 10  | Verona       | 18 | 0  | 0 | 18 | 35   | 1289 | −1254 | −4  | −4 |

### Girone 2
| 7-10-2018 | 1ª/10ª giornata             | 13-1-2019 |
| --------- | --------------------------- | --------- |
| 30-8      | Bologna — Amatori Torre     | 24-5      |
| 0-58      | I Puma — Capitolina         | 0-71      |
| 53-5      | CUS Ferrara — Montevirginio | 24-0      |
| 3-15      | CUS Pisa — Belve Neroverdi  | 5-62      |
| rip.      | Donne Etrusche              |           |
|           |                             |           |

| 28-10-2018 | 4ª/13ª giornata                | 24-3-2019 |
| ---------- | ------------------------------ | --------- |
| 0-33       | Belve Neroverdi — Capitolina   | 5-32      |
| 12-12      | Donne Etrusche — Amatori Torre | 17-12     |
| 7-21       | Montevirginio — Bologna        | 0-32      |
| 18-6       | I Puma — CUS Pisa              | 30-5      |
| Rip.       | CUS Ferrara                    |           |
|            |                                |           |

| 2-12-2018 | 7ª/16ª giornata                 | 14-4-2019 |
| --------- | ------------------------------- | --------- |
| 45-8      | Belve Neroverdi — Montevirginio | 38-14     |
| 48-11     | Capitolina — Bologna            | 71-3      |
| 0-35      | CUS Pisa — CUS Ferrara          | 0-88      |
| 33-13     | Donne Etrusche — I Puma         | 26-10     |
| Rip.      | Amatori Torre                   |           |

| 14-10-2018 | 2ª/11ª giornata               | 20-1-2019 |
| ---------- | ----------------------------- | --------- |
| 0-51       | Amatori Torre — Capitolina    | 0-54      |
| 10-22      | Belve Neroverdi — CUS Ferrara | 21-30     |
| 27-0       | Donne Etrusche — CUS Pisa     | 24-12     |
| 5-46       | I Puma — Bologna              | 10-39     |
| Rip.       | Montevirginio                 |           |
|            |                               |           |

| 11-11-2018 | 5ª/14ª giornata                  | 31-3-2019 |
| ---------- | -------------------------------- | --------- |
| 20-29      | Amatori Torre — I Puma           | 0-12      |
| 64-0       | Capitolina — Montevirginio       | 59-0      |
| 10-10      | CUS Ferrara — Bologna            | 30-23     |
| 10-17      | Donne Etrusche — Belve Neroverdi | 12-24     |
| Rip.       | CUS Pisa                         |           |
|            |                                  |           |

| 9-12-2018 | 8ª/17ª giornata          | 28-4-2019 |
| --------- | ------------------------ | --------- |
| 24-7      | Bologna — Donne Etrusche | 5-8       |
| 5-31      | CUS Ferrara — Capitolina | 3-65      |
| 10-10     | CUS Pisa — Amatori Torre | 0-15      |
| 22-17     | Montevirginio — I Puma   | 0-20      |
| Rip.      | Belve Neroverdi          |           |

| 21-10-2018 | 3ª/12ª giornata                 | 27-1-2019 |
| ---------- | ------------------------------- | --------- |
| 10-17      | Amatori Torre — Belve Neroverdi | 0-22      |
| 87-3       | Capitolina — Donne Etrusche     | 39-0      |
| 12-5       | CUS Ferrara — I Puma            | 22-7      |
| 13-5       | CUS Pisa — Montevirginio        | 0-37      |
| Rip.       | Bologna                         |           |
|            |                                 |           |

| 18-11-2018 | 6ª/15ª giornata               | 7-4-2019 |
| ---------- | ----------------------------- | -------- |
| 41-0       | Bologna — CUS Pisa            | 48-0     |
| 48-12      | CUS Ferrara — Donne Etrusche  | 15-17    |
| 5-0        | Montevirginio — Amatori Torre | 31-12    |
| 5-53       | I Puma — Belve Neroverdi      | 12-68    |
| Rip.       | Capitolina                    |          |
|            |                               |          |

| 16-12-2018 | 9ª/18ª giornata                | 5-5-2019 |
| ---------- | ------------------------------ | -------- |
| 8-43       | Amatori Torre — CUS Ferrara    | 10-22    |
| 17-22      | Belve Neroverdi — Bologna      | 14-17    |
| 111-0      | Capitolina — CUS Pisa          | 90-0     |
| 24-15      | Donne Etrusche — Montevirginio | 12-7     |
|            | I Puma — Sirene                |          |

#### Classifica girone 2
| Pos | Squadra          | G  | V  | N | P  | PF  | PS  | DP   | BMP | Pt |
| --- | ---------------- | -- | -- | - | -- | --- | --- | ---- | --- | -- |
| 1   | Capitolina       | 16 | 16 | 0 | 0  | 966 | 30  | +936 | 16  | 80 |
| 2   | CUS Ferrara      | 16 | 12 | 1 | 3  | 462 | 226 | +236 | 12  | 62 |
| 3   | Bologna          | 16 | 11 | 1 | 4  | 396 | 240 | +156 | 7   | 53 |
| 4   | Belve Neroverdi  | 16 | 10 | 0 | 6  | 428 | 235 | +193 | 9   | 49 |
| 5   | Donne Etrusche   | 16 | 9  | 1 | 6  | 244 | 340 | −96  | 2   | 40 |
| 6   | Le Puma Bisenzio | 16 | 5  | 0 | 11 | 193 | 481 | −288 | 4   | 24 |
| 7   | Montevirginio    | 16 | 4  | 0 | 12 | 156 | 434 | −278 | 0   | 16 |
| 8   | Amatori Torre    | 16 | 1  | 2 | 13 | 122 | 379 | −257 | 3   | 11 |
| 9   | CUS Pisa         | 16 | 1  | 1 | 14 | 54  | 656 | −602 | −4  | 2  |

### Barrageper il ranking 2019-20
| Arbitro: | Maria A. Paparo (Bologna) |

|                                                                       |    |       |
| Pantaleoni (3) Sparavier (2) Turillo Calligaro Toeschi Gronda Maietti | mt | Pinto |
| Gronda (7)                                                            | tr |       |

| Arbitro: | M. Giovanna Pacifico (Benevento) |

|                               |           |                                                                                     |
| Quintavalle 48’ Dell’Orso 68’ | Marcatori | 11’ Buzzan 15’ Renosto 30’ F. Barro 42’ Severin 53’ Bacci 65’ De Nicolao 76’ Stecca |
|                               | tr        | 11’, 15’, 65’, 76’ Renosto                                                          |

## Fase aplay-off
|  | Barrage | Barrage     | Barrage |  |  | Semifinali | Semifinali | Semifinali |  |  | Finale    | Finale |  |  |  |  |
|  |         |             |         |  |  |            |            |            |  |  |           |        |  |  |  |  |
|  |         |             |         |  |  |            |            |            |  |  |           |        |  |  |  |  |
|  |         | Villorba    | 129     |  |  |            |            |            |  |  |           |        |  |  |  |  |
|  |         | Bologna     | 0       |  |  |            |            |            |  |  |           |        |  |  |  |  |
|  |         |             |         |  |  |            | Capitolina | 8          |  |  |           |        |  |  |  |  |
|  |         |             |         |  |  |            | Villorba   | 26         |  |  |           |        |  |  |  |  |
|  |         |             |         |  |  |            |            |            |  |  | Villorba  | 18     |  |  |  |  |
|  |         |             |         |  |  |            |            |            |  |  | Valsugana | 15     |  |  |  |  |
|  |         |             |         |  |  |            | Valsugana  | 19         |  |  |           |        |  |  |  |  |
|  |         |             |         |  |  |            | Colorno    | 5          |  |  |           |        |  |  |  |  |
|  |         | CUS Ferrara | 3       |  |  |            |            |            |  |  |           |        |  |  |  |  |
|  |         | Colorno     | 48      |  |  |            |            |            |  |  |           |        |  |  |  |  |

### Barrage
| Arbitro: | Beatrice Smussi (Brescia) |

| |    |  |
| Furlan 1’, 18’, 20’ Muzzo 6’, 22’, 26’, 29’, 36’ Barattin 8’ Pin 10’ Cipolla 15’, 33’, 53’ Polesello 24’ Puppin 46’ Pratelli 57’, 66’, 69’ Maccarone 62’ Giuliani 76’ Durante 79’ | mt |  |
| Barattin 1’, 8’, 10’, 15’, 18’, 20’, 22’, 24’ Dall’Antonia 53’, 57’, 62’, 69’ | tr |  |

| Arbitro: | Vanessa Bertini (Livorno) |

|               |      |                                                                       |
|               | mt   | 1’, 27’, 65’ Ranuccini 8’, 15’ Franco 39’ Campanini 61’, 80’ Sgorbini |
|               | tr   | 8’, 15’, 27’ Sillari 80’ Baraldi                                      |
| Schiesaro 36’ | c.p. |                                                                       |

### Semifinale
| Arbitro: | Barbara Guastini (Prato) |

|                |      |                                           |
| De Angelis 79’ | mt   | 43’ Barattin 54’ Casagrande 70’ Maccarone |
|                | tr   | 70’ Barattin                              |
| Mariani 6’     | c.p. | 9’, 20’, 34’ Barattin                     |

| Arbitro: | M. Giovanna Pacifico (Benevento) |

|                                          |    |                |
| Ruzza 8’ Folli 34’ V. Ostuni Minuzzi 69’ | mt | 47’ Fontanella |
| Rigoni 8’, 34’                           | tr |                |

### Finale
| Arbitro: | Clara Munarini (Parma) |

| |              | |
| Cerato 42’ Andreaggi 47’ Vitadello 80+3’ | mt           | 38’ Barattin 65’, 76’ Furlan |
| | c.p.         | 19’ Barattin |
| · S. Stefan · Vitadello · V. Ostuni Minuzzi · Folli · 51’ Andreaggi · Rigoni · Zatti · E. Giordano · B. Veronese · 78’ Belluco · Stoppa · 24’ Ruzza · Gai · 78’ Cerato · 70’ Galiazzo | Formazioni   | · Furlan · Polesello · Muzzo · Busato · Cipolla · M. Cavina · Barattin · Maccarone · Bragante · Gurioli · Forte 74’ · Parise · Casagrande 70’ · Puppin 18’ 23’ 41’ · Rossi 78’ |
| · 24’ Fenato · 51’ C. Ostuni Minuzzi · 78’ Cappellazzo · 78’ Frezza · 70’ Migotto | Sostituzioni | · Costantini 18’ 23’ 41’ · Geromel 70’ · Segantin 74’ · Boso 78’ |
| Nicola Bezzati | Allenatori   | Stefano Tonetto |

## Verdetti
- Villorba: campione d'Italia
- Capitolina, Colorno, CUS Ferrara, CUS Torino, Valsugana, Red Panthers e Villorba: assegnate al gruppo 1 della serie A 2019-20